# Verchojanskbergen

Flygbild från Verchojanskbergen

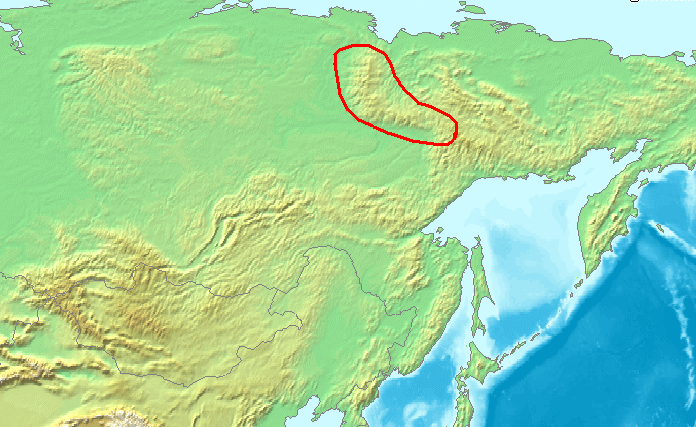
Verchojanskbergens läge

Verchojanskbergen (ryska: Верхоянский хребет, Verchojanskij chrebet, jakutiska: Үөһээ Дьааҥы сис хайата, Üöhee Caañı sis xayata) är en bergskedja i delrepubliken Sacha i nordöstra Sibirien, Ryssland. Den högsta toppen i bergskedjan sträcker sig 2 389 meter över havet. 
Bergskedjan har en form såsom en lång båge och sträcker sig från Norra ishavet och längs med floden Lena i sydöst. Den består av olika naturtyper, från polaröken och tundra i den norra delen till lärkskogsvegetation i söder.